# James Capers (Schiedsrichter, 1961)

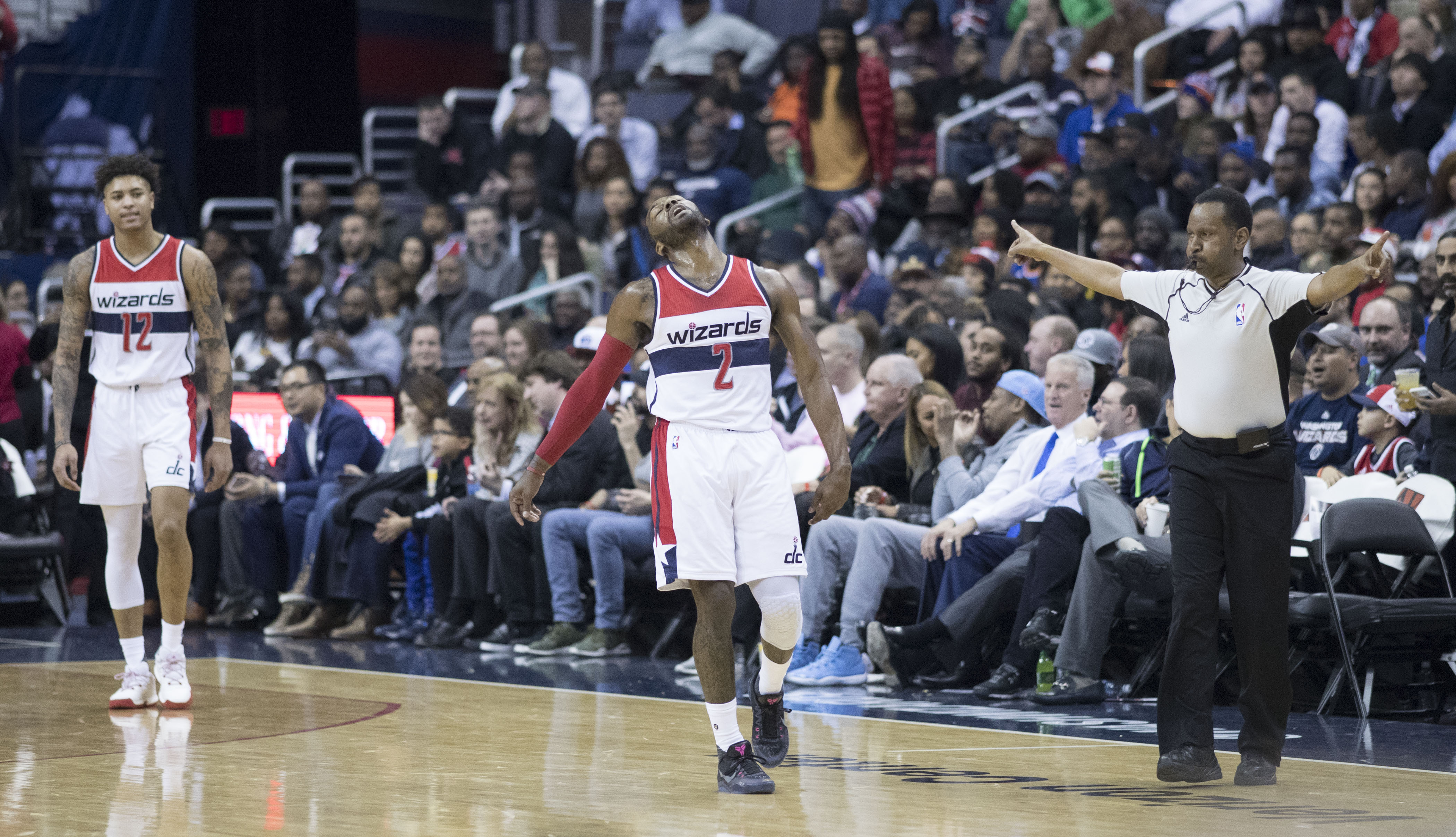
James Capers (rechts) im Januar 2017

James Capers (* 8. November 1961 in Chicago, Illinois) ist ein US-amerikanischer Schiedsrichter im Basketball, der seit dem Jahr 1995 in der NBA tätig ist. Er trägt die Uniform mit der Nummer 19.

## Karriere

### Continental Basketball Association
Vor dem Einstieg in die professionellen Basketballwettbewerbe arbeitete er für sechs Jahre als Schiedsrichter in der Continental Basketball Association.

### National Basketball Association
Capers begann im Jahr 1995 seine NBA-Schiedsrichterlaufbahn beim Spiel der Utah Jazz gegen die Houston Rockets.
Seinen ersten Einsatz bei den NBA Finals hatte er im Spiel 3 der NBA Finals 2012 zwischen den Miami Heat und den Oklahoma City Thunder.

## Privates
Sein Vater James Capers Sr. war ebenfalls Schiedsrichter in der NBA.